# Homalattus
Homalattus is een geslacht van spinnen uit de familie springspinnen (Salticidae).

## Soorten
De volgende soorten zijn bij het geslacht ingedeeld:
- Homalattus coriaceus Simon, 1902
- Homalattus marshalli Peckham & Peckham, 1903
- Homalattus obscurus Peckham & Peckham, 1903
- Homalattus punctatus Peckham & Peckham, 1903
- Homalattus pustulatus (White, 1841)
- Homalattus similis Peckham & Peckham, 1903